# 坂上犬養
坂上犬養（日语：／ Sakanoue no Inukai，682年—765年1月8日）是日本飛鳥時代至奈良時代貴族和武人，八色姓是忌寸，父親是坂上老之子從六位下右衛士大尉坂上大國。官位為正四位上大和守。

## 經歷
少年時的犬養已經因為武藝不凡而備受稱譽，亦得到聖武天皇的重用，先後在天平8年（736年）升至外從五位下、天平11年（739年）從外從五位上升至內位的從五位下、天平14年（742年）升至正五位下、天平15年（743年）升至正五位上以及天平20年（748年）再升至從四位下，在聖武天皇在位期間扶搖直上。
天平勝寶8年（756年），聖武上皇駕崩後，犬養與右兵衛率鴨蟲麻呂一同向孝謙天皇請求駐守聖武上皇的山陵，並且獲准，其真心獲得讚頌，獲升正四位上，麻呂則升至從四位下。天平寶字元年（757年），橘奈良麻呂之亂爆發，為了捉拿有關連的藤原乙繩，犬養與中納言藤原永手一同被派前往右大臣藤原豐成的宅邸。
其後，犬養在藤原仲麻呂政權下，歷任造東大寺長官、播磨守和大和守，期間在天平寶字4年（760年）光明皇太后駕崩期間擔任山作司。
天平寶字8年12月（765年1月），犬養死去，享年83歲。最終官位為大和守正四位上。

## 官歷
按《續日本紀》記載。
- 天平8年（736年） 正月28日： 外（日语：外位）從五位下
- 天平11年（[年） 
  - 正月13日：外從五位上
  - 3月23日：從五位下
- 天平14年（742年） 2月1日：正五位下
- 天平15年（743年） 5月5日：正五位上
- 天平20年（748年） 正月7日：從四位下
- 時期不詳：左衛士督（日语：衛門府）
- 天平勝寶8年（756年） 5月22日：正四位上
- 天平勝寶9年（757年） 左衛士督兼造東大寺長官（日语：造寺司）、播磨守
- 天平寶字4年（760年） 6月7日：山作司（光明皇太后駕崩）
- 天平寶字7年（763年） 正月9日：大和守

## 系譜
- 父：坂上大國
- 母：不詳
- 妻：不詳
  - 男子：坂上苅田麻呂
  - 男子：坂上山野
  - 男子：坂上越足